# Музей українського живопису (Дніпро)
Музей українського живопису — приватний музей образотворчого мистецтва у Дніпрі з колекцією у понад 3000  творів живопису, графіки, скульптури та емальєрного мистецтва. Окрім постійної експозиції, де представлені роботи українських, переважно дніпровських, художників, музей регулярно представляє тимчасові тематичні виставки.

## Історія
Музей засновано у жовтні 2013 року дніпровським бізнесменом та колекціонером Олегом Наумовим, основу експозиції склали твори художників Дніпра з його колекції. Будівля музею розташована в центрі міста, на Троїцькій площі, – навпроти школи, де свого часу навчався всесвітньо відомий дніпровський скульптор-авангардист Вадим Сідур.
Початковим завданням музею було ознайомлення з розмаїттям дніпропетровської художньої школи, проте на цьому діяльність не обмежилася – вже невдовзі після відкриття у музеї почали проводитися виставки митців з інших регіонів України та світу. Наприклад, виставки робіт Матвія Вайсберга, японської гравюри, гравюр Альбрехта Дюрера тощо.
У вересні 2017 прилеглий до музею провулок було прикрашено двома сотнями робіт у техніці гарячої емалі. Експозиція отримала назву «Емальєрна вулиця» .

## Колекція
Кістяк колекції Музею українського живопису – роботи художників, що жили чи працювали на території Придніпров'я . Це твори другої половини XX – початку XXI століть, зокрема роботи Георгія Чернявського, Михайла Кокіна, Миколи Родзіна, Анатолія Ткача, Миколи Боровського, Володимира Жугана, Андрія Потапенка та інших.